# Gilera EC1

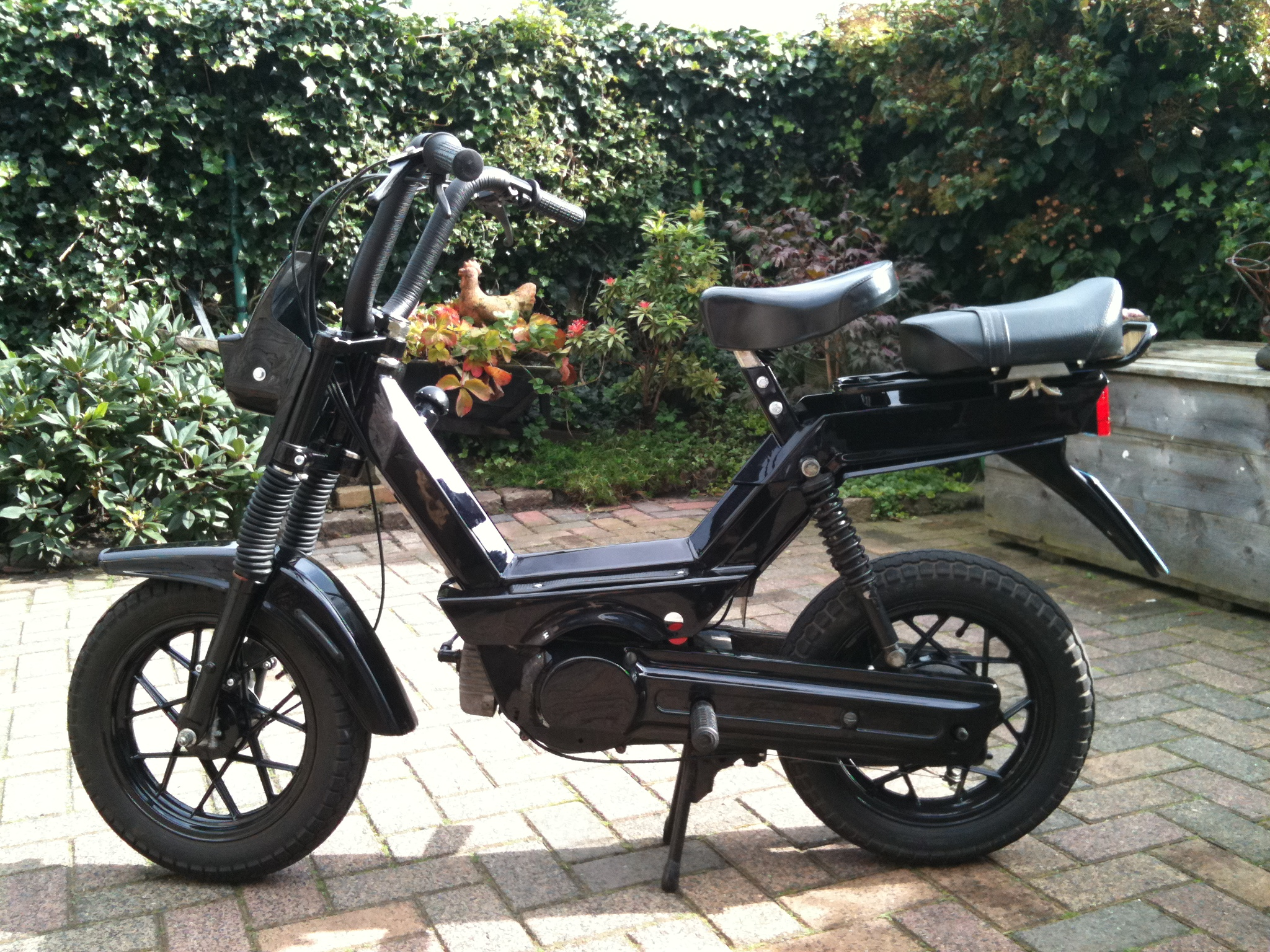
Gilera EC1 ohne Wetterschutzverkleidung

Die Gilera EC1 ist ein Mini-Mofa. Gebaut wurde sie von Gilera, einem italienischen Zweiradhersteller, der heute zu Piaggio gehört.

## Technische Daten
| Motor                    | Luft-Gebläsegekühlter Einzylinder, 2-Takt                                                                         |
| Hubraum                  | 48 cm³ |
| Leistung                 | 1 kW / 1 PS |
| Getriebe                 | 1 Gang Automatik Fliehkraftkupplung                                                                               |
| Schmierung               | Gemischschmierung mit Mischverhältnis 1:50                                                                        |
| Benzintank               | 4 L Kapazität, davon 0,5 L Reserve                                                                                |
| Verbrauch                | ca. 2 Liter / 100 km                                                                                              |
| Kraftstoff               | Öl-Benzin Gemisch 1:50                                                                                            |
| Elektrische Anlage       | Schwunglichtmagnetzünder, 6 V / 15 W-Dauerabblendlampe, 6 V / 3 W-Schlusslichtlampe, 4-fach Blinklichtanlage 12 V |
| Höchstgeschwindigkeit    | eingetragen mit 25 km/h                                                                                           |
| Leergewicht              | 52 kg, mit Wetterschutzverkleidung 57 kg                                                                          |
| Zulässiges Gesamtgewicht | 150 kg |
| Eingetragene Sitzplätze  | 1 |
| Übersetzung              | 55 mm auf 108 mm                                                                                                  |
| Bereifung                | 3.0 - 12 Zoll |
| Geräusche                | Standgeräusch 61 dB(A) N, Fahrgeräusch 68dN(A) N                                                                  |

## Bauweise
Die EC1 ist etwas kleiner als die meisten Mofas. Aufgrund der Zugehörigkeit zur Piaggio-Gruppe können viele Teile von anderen Mofas/Rollern verwendet werden. Zum Beispiel benutzt die EC1 die gleiche Antriebstechnik und den Motor wie die Ciao.
Vorne kann eine Wetterschutzverkleidung angebracht werden, die eine Kombination aus Beinschild und Windschutzscheibe ist.
Zur serienmäßigen Ausstattung gehören ein abschließbarer Gepäckhaken, Steckschloss, Gepäckträger und ein City-Korb.

## Unterhaltungskosten
Die EC1 wird versicherungstechnisch als Mofa eingestuft. Die Versicherungskosten belaufen sich demnach auf ca. 50 €, bzw. 25 € für Modelle über 30 Jahre, für Haftpflicht.
Aufgrund des 2-Takt-Motors verbraucht die EC1 ca. 2 Liter Gemisch auf 100 km.